# Рамщайн (група)
Вижте пояснителната страница за други значения на Рамщайн.
„Раммщайн“ (на немски: Rammstein) е германска NDH (нем. – Neue Deutsche Härte, чете се нойе дойче херте) група, създадена в Берлин през 1994 г. Освен с тежкия си звук, групата се отличава и с осезаемо присъствие на голяма доза театралност и драматизъм в музиката, подсилена с изпъкващи електронни кийбордове. Структурата на песните е подобна, състояща се от тежки насечени рифове, повтарящи се през по-голямата част на песента на фона на хаотични кийбордове и припев, най-често повтарящ една и съща фраза.
В световен мащаб продадените копия от албумите им са над 25 млн.
Текстовете са агресивни, мрачни, понякога вулгарни и с открита сексуална насоченост, а нерядко и натуралистични или гротескни. Любовни теми също се срещат, но са представени най-често от своята тъмна страна. Вокалите са главно минорни и груби, почти изцяло на немски език. Последният албум на групата (Zeit) е издаден края на април 2022 г.
Rammstein изнасят концерт за първи път в България на 23 юни 2010 г. в София.

## История
Групата води началото си като страничен проект, осъществен от шестима източногерманци. Това са Рихард Круспе (соло китарист), Кристоф Шнайдер (барабанист), Оливер Ридел (бас китарист), Паул Ландерс (ритъм китарист), Кристиан Лоренц (клавирист) и Тил Линдеман (вокалист). Негласен инициатор на проекта се води Рихард Круспе, макар последният да отрича своята водеща роля при сформирането на групата, заявявайки, че Rammstein не се върти около някакъв лидер.
Името си групата получава от авиокатастрофата, разиграла се в американската база Рамщайн (Ramstein Air Base) в Западна Германия на 28 август 1988 г. В едноименното парче (Rammstein) на групата се разказва за тази трагедия.
През 1995 г., една година след събирането на групата, излиза първият им албум – Herzeleid (нем. – „Сърдечна мъка“, „Сърдечна скръб“). Той съдържа 11 песни, две от които – Heirate Mich и Rammstein са включени в състава на саундтрака към филма „Lost Highway“. Следва албумът Sehnsucht (нем. – „Копнеж“), излязъл през 1997 г., включващ хитовата Du Hast, превърнала се в най-комерсиалния успех на групата, като е записана дори версия на английски език, както и множество други ремикси. Заглавието на песента представлява своебразна игра на думи мужду паронимните глаголи hast (имаш) и hasst (мразиш), насочвайки към основната тема на песента. В бонус версията на албума присъства също английска версия на песента „Engel“. Една година по-късно групата изнася един от най-добрите си концерти на живо в Берлин (Live Aus Berlin '98), издаден на CD и DVD.
За новото хилядолетие е предназначен албумът Mutter (нем. – „Майка“), съдържащ 11 песни, между които Mein Herz Brennt (нем. – „Сърцето ми пламти“). Песента Hallelujah (Алелуя) от албума участва в саундтрака на „Resident Evil“. Композицията Feuer Frei! също е включена в саундтрака на „хХх“. За изминалите 6 години от създаването си, групата получава много отзиви, обвиняващи ги във фашизъм. С втория сингъл от албума Mutter, Links 2-3-4, те опровергават критиката, пеейки, че „сърцето им тупти отляво“ (da schlägt es links), показвайки левите си политически възгледи.
През 2004 г. излиза албумът Reise, Reise (началните думи на сигнала за издигане на германския флот или в буквален превод „Пътувай, пътувай“). Преди да бъде пуснат, албумът е бил с име Rot (нем. – „Червено“) (червеният цвят е символ на любовта). Планиран е да се появи под името Amour (фр. – любов), тъй като темата за любовта се проследява във всички парчета. Нито един от двата варианта не се сбъдва и албумът излиза под името Reise, Reise, а самата група интерпретира така, като че ли те пътешестват през различни станции. Групата записва 17 композиции, но само 11 остават в албума, а другите 6 излизат в следващия албум една година по-късно. Песента Mein Teil (нем. – „Част от мен“, „Мое парче“ – отново двусмислие със сексуален контекст) е създадена по действителен случай с нашумялото преди време убийство, свързано с канибализъм. Клипът към песента разбужда духовете на мнозина. С не по-слабо въздействие, но предизвикващо коренно различни чувства, е и видеото към песента Ohne Dich (нем. – „Без теб“). В албума за пръв път присъства изцяло акустична песен с подчертано блусарски влияния – Los, а парчето Amerika (съдържащо реплика на английски език в припева) остро пародира и критикува американската политическа система.
Петият албум Rosenrot (нем. – „Роза“, словосъчетание, използвано за назоваване на цвета на залеза, женските устни, огъня и кръвта) излиза в края на 2005 година. Първоначално планиран като продължение на предния албум и дори носещ работно заглавие Reise, Reise Vol. 2, в крайна сметка Rosenrot получава заглавието си от едноименната песен. Текстът ѝ представлява сплав между приказката „Белоснежка и Червенорозка“ на Братя Грим и стихотворение на Гьоте. Приказната тенденция е продължена и в друга песен от новия албум – Hilf Mir (нем. – „Помогнете ми“) – в нея са използвани мотиви от Struwwelpeter.
Запазена е и традицията от Reise, Reise за присъствие на по-нестандартна песен – в тази роля се въплъщава песента Te Quiero Puta! (исп. – „Обичам те, курво!“), изпълнявана изцяло на испански език. За написването ѝ е помогнала тайнствената приятелка на Тил, която говори испански и за която той казва в интервю за „Playboy“, че е намерил човека, с който иска да прекара остатъка от живота си. Отново е повдигната темата за хомосексуализма – Mann Gegen Mann (нем. – „Мъж срещу мъж“, „Мъж и мъж“). Песните Spring (нем. – „Скачай“) и Zerstören (нем. – „Унищожавай!“) са емблематични за целия албум; присъстват и две „оди“ – Benzin (нем. – „Бензин“) – посветена именно на огнената течност поради мащабните пироефекти, използвани от Rammstein в живите им изпълнения, и Ein Lied (нем. – „Една песен“) – творба, посветена на всички фенове на групата.
Неозаглавен седми студиен албум, наричан също Rammstein, е издаден на 17 май 2019 г. Албумът е официално обявен на 28 март 2019 г., едновременно с издаването на сингъла Deutschland (нем. – „Германия“). Концертното турне в подкрепа на албума започна на 27 май 2019 г.

## Име
Името на групата Rammstein е дадено от Пол Ландерс, Кристоф Шнайдер и Кристиан Лоренц. На 28 август 1988 г. в американската база Rammstein (Ramstein Air Base) в Западна Германия е проведено годишното авиошоу (Ramstein Flugschau) с участието на пилотажната група на италианските ВВС Фрече Триколори. По време на извършваните от италианската група фигури от висшия пилотаж два от самолетите се допират, изгубват контрол и катастрофират в публиката, при което загиват 70 души (виж Рамщайн (авиокатастрофа)).
Членовете на групата дълго време отричат връзка с авиокатастрофата. Допълнителната буква „m“ в името на немски дълго време е свързана с думата Rammstein, таран или камък, който служи за застопоряване при входове и изходи. Въпреки това медиите винаги са повдигали въпроса за произхода на групата и възможната връзка с авиошоуто и последвалата катастрофа. Едва по-късно става известно, че след създаването на групата тя известно време се подвизава под името „Rammstein-Flugschau“. Паул Ландерс казва относно името на групата:
| „ | При нашите обиколки с Feeling B аз, Шнайдер и Флаке имахме вече вариант за име. По това време бяхме записали на нашия камион „Rammstein-Flugschau“. Колкото бяхме глупави, написахме Rammstein с двойно m, понеже не знаехме, че градът се пише с едно m. Като за начало се наричахме на майтап, но името остана като прякор. Не можахме да се отървем от него. Не искахме да се казваме Rammstein, името беше прекалено задължаващо. Другите имена, на които се бяхме спрели, бяха Milch (мляко), Erde (земя) или Mutter (майка), но името вече се беше наложило. | “ |
| Galenza/Havemeister: Feeling B. Mix mir einen Drink. Berlin: Schwarzkopf & Schwarzkopf, 2003, S. 262 | |   |

## Дискография

### Студийни албуми
- Herzeleid (1995)
- Sehnsucht (1997)
- Mutter (2001)
- Reise, Reise (2004)
- Rosenrot (2005)
- Liebe Ist Für Alle Da (2009)
- Rammstein (2019)
- Zeit (2022)

### Концертни албуми
- Live aus Berlin (1999)
- Völkerball (2006)
- Rammstein in Amerika (2015)
- Rammstein: Paris (2017)

### Компилации
- Made in Germany 1995–2011 (2011)
- Raritäten 1994 - 2012 (2015)

### Видеоалбуми
- Live aus Berlin (1999)
- Lichtspielhaus (2003)
- Völkerball (2006)
- Rammstein in Amerika (2015)
- Rammstein: Paris (2017)